# Нидерхофен
Нидерхофен (њем. Niederhofen) општина је у њемачкој савезној држави Рајна-Палатинат. Једно је од 62 општинска средишта округа Нојвид. Према процјени из 2010. у општини је живјело 373 становника. Посједује регионалну шифру (AGS) 7138048.

## Географски и демографски подаци
Нидерхофен се налази у савезној држави Рајна-Палатинат у округу Нојвид. Општина се налази на надморској висини од 263 метра. Површина општине износи 1,4 km². У самом мјесту је, према процјени из 2010. године, живјело 373 становника. Просјечна густина становништва износи 270 становника/km².